# Ethik und Wirtschaft im Dialog

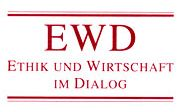
Logo der Forschungsgruppe EWD

 Die Forschungsgruppe Ethik und Wirtschaft im Dialog (EWD) ist ein interdisziplinäres Forschungsprojekt des Hans Jonas-Zentrums an der Freien Universität Berlin. Sie wurde 1992 vom Philosophen Dietrich Böhler und den Unternehmern Thomas Bausch und Thomas Rusche sowie anderen Philosophen, Unternehmern und Wirtschaftswissenschaftlern mit dem Ziel gegründet, Fragen der Wirtschaftsethik philosophisch und praxisnah zu diskutieren.

## Arbeitsbereiche und Organisationsstruktur
Die EWD wurde 1992 im Anschluss an gemeinsame Seminare durch Dietrich Böhler und seine damaligen Studenten Thomas Bausch und Thomas Rusche, beide bereits als Unternehmer tätig, gegründet. Die Arbeit der Gruppe fühlt sich der Diskursethik im Anschluss an Karl-Otto Apel verpflichtet. Ihr Programm beschreibt die Forschungsgruppe wie folgt:
intra- und interdisziplinäre Dialoge, Austausch zwischen Wissenschaft und Praxis, Auseinandersetzungen über ethische Prinzipien und deren Anwendung in der Wirtschaft, Klärung der normativen Verbindlichkeit von Prinzipien, die 'wir' denkend bzw. dialogisierend schon in Anspruch genommen haben, und Klärung ihres Spannungsverhältnisses zu ökonomischen Rationalitätsprinzipien
Darüber hinaus werden aber auch individualethische Aspekte der einzelnen Wirtschaftsakteure (etwa von Managern oder Wirtschaftsagenten) sowie Fragen der Umweltethik, der christlichen Sozialethik oder der philosophischen Grundlagen der Diskursethik diskutiert und kritisiert.
Die Forschungsgruppe hält regelmäßig wissenschaftliche Seminare und anwendungsorientierte Colloquien ab. An den Tagungen, Veranstaltungen und Schriften der EWD beteiligten sich namhafte Philosophen, Unternehmer und Politiker wie Karl Homann, Hans Jonas, Friedrich Kambartel, Matthias Kettner, Wolfgang Kuhlmann, Audun Øfsti, Johannes Rau, Gerhard Schröder, Gesine Schwan, Horst Steinmann, Peter Ulrich und Micha H. Werner.

## Schriftenreihe EWD
Die Forschungsgruppe gibt seit 1993 regelmäßig Tagungsbeiträge und weitere Schriften in einer eigenen Schriftenreihe im Lit Verlag heraus. Bisher erschienen folgende 15 Bände:
- Band 1: Dietrich Böhler, Rudi Neuberth (Hrsg.): Herausforderung Zukunftsverantwortung. Hans Jonas zu Ehren. 2. korr. u. überarb. Auflage 1993, ISBN 3-89473-550-3
- Band 2: Thomas Rusche: Philosophische versus ökonomische Imperative einer Unternehmensethik. 3. Auflage. 1999, ISBN 3-89473-371-3
- Band 3: Thomas Bausch, Dietrich Böhler, Horst Gronke, Thomas Rusche, Michael Stitzel, Micha H. Werner (Hrsg.): Zukunftsverantwortung in der Marktwirtschaft. Redaktion: Micha H. Werner. 2000, ISBN 3-89473-679-8
- Band 4: Thomas Rusche: Aspekte einer dialogbezogenen Unternehmensethik. Dialogbezogene Begründung – Christliche Motivation – verantwortungsvernünftige Praxis. Mit einem Nachwort von Dietrich Böhler. 2. Auflage, 2002, ISBN 3-89473-680-1
- Band 5: Franz Furger: Sozialethik und Ökonomik. Gesichtspunkte der christlichen Sozialethik. 1994, ISBN 3-8258-2105-6
- Band 6: Stephan Wittmann: Praxisorientierte Managementethik. Gestaltungsperspektiven für die Unternehmensführung, 1994, ISBN 3-8258-2101-3
- Band 7: Alexander F.L. Nill: Strategische Unternehmensführung aus ethischer Perspektive. Mit einem Vorwort von Prof. Dr. Hans Hinterhuber. 1995, ISBN 3-8258-2300-8
- Band 8: Jens Peter Brune; Dietrich Böhler; Werner Steden: Moral und Sachzwang in der Marktwirtschaft: Setzen ökonomische "Sachzwänge" der Anwendung moralischer Normen legitime Grenzen? Eine Abhandlung und kritische Beiträge mit dem Ziel, den wirtschaftsethischen Diskurs zu lernen. 1995, ISBN 3-8258-2613-9
- Band 9: Jean-Paul Harpes; Wolfgang Kuhlmann (Hrsg.): Zur Relevanz der Diskursethik. Anwendungsprobleme der Diskursethik in Wirtschaft und Politik. Dokumentation des Kolloquiums in Luxemburg (10.–12. Dez. 1993). 1997, ISBN 3-8258-2616-3
- Band 10: Stefan Kaletsch: Menschenbild, Moral und wirtschaftliche Entwicklung. 1998, ISBN 3-8258-3804-8
- Band 11: Max M. Schlereth: Unternehmerisches Sein zwischen Realismus und Kunst. Ein philosophischer Versuch zur Unternehmensführung. 2. Auflage, ISBN 978-3-8258-4361-8
- Band 12: Thomas Bausch, Dietrich Böhler, Thomas Rusche (Hg.): Wirtschaft und Ethik. Strategien contra Moral? Mit Beiträgen von Karl Homann, Horst Steinmann, Peter Ulrich u.a. 2004, ISBN 3-8258-7464-8
- Band 13: Veit Thomas: Würde und Verhältnismäßigkeit. Grundbegriffe der Zivilisierung wirtschaftspolitischen Handelns. 2007, ISBN 978-3-8258-9783-3
- Band 14: Thomas Bausch (Hg.): Normativität und Anwendungsbedingungen einer Wirtschafts- und Unternehmensethik in Marktwirtschaftlichen Wettbewerbsstrukturen. Mit Beiträgen von Dietrich Böhler, Josef Wieland, Friedhelm Hengsbach, Thomas Rusche. 2008, ISBN 978-3-8258-1619-3
- Band 15: Yaling Luo: Naturschutz und Umweltschutz als moralische Verpflichtung?. Erörterung unter besonderer Berücksichtigung der Diskursethik. 2008, ISBN 978-3-8258-1710-7